# Glen Flora, Wisconsin
Glen Flora là một làng thuộc quận Rusk, tiểu bang Wisconsin, Hoa Kỳ. Năm 2006, dân số của làng này là 93 người.